# Naryn-kala
Naryn-kala é uma antiga cidadela pré-árabe, parte da fortaleza de Derbent, conectada ao Mar Cáspio por paredes duplas projetadas para bloquear os chamados portões do Cáspio a Pérsia . Está iincluído na lista de Patrimônios Mundiais da UNESCO   .

## Etimologia
Uma das traduções (da língua persa média para o russo) "A Fortaleza Solar" . Segundo outras fontes, ela recebeu o nome Naryn em homenagem à filha do xá persa, que significa "terno", "bonito"  . 

## Características
A cidadela Naryn-kala ocupa o topo da colina mais próxima do mar. O caminho ao longo da costa foi bloqueado por duas muralhas paralelas da fortaleza (muro Derbent), adjacentes à cidadela no oeste e saindo no extremo leste do mar, impedindo o contorno de águas rasas e formar um porto para navios . Entre os muros espaçados de 350 e 450 m, ficava a cidade medieval de Derbent. 40 km a oeste da cidadela, o Muro das Montanhas (Dag-bars) se estendia para impedir o contorno dos vales e passes da montanha . Apesar de sua idade, a fortaleza desempenhou um papel defensivo crucial durante séculos. Os novos proprietários a reconstruíram, e é por isso que hoje, a estrutura pode ser usada para estudar toda a história da Derbent . 
Uma cidadela de formato irregular cobre uma área de 4,5 ha . 
Dimensões: aproximadamente 180 metros de largura e 280 metros de comprimento; as muralhas são fortificadas com pequenas torres (a uma distância de 20 a 30 metros uma da outra) e uma torre de armas no sudoeste. Proteção adicional em três lados é fornecida pelas encostas íngremes da montanha. 
Dentro da cidadela existem os chamados "banhos", um sistema de abastecimento de água da fortaleza feito de tubos de cerâmica, as ruínas do palácio do xá - um grande portal de entrada e parte das paredes. Alguns especialistas consideram a sala com cúpula um reservatório; outros observam a falta de um conduto de água na parte inferior e no terreno (em vez de meio subterrâneo ou subterrâneo) da estrutura, consideram a forma de construção inconveniente para o reservatório, que geralmente é retangular ou quadrado em Derbent, e também observam a orientação da estrutura para os pontos cardeais  . Cada parede possui três portões, sendo os mais antigos o Orta Cana (Portão do Meio)  . Ainda há controvérsias sobre a existência de uma igreja cristã primitiva dos séculos IV a V (a mais antiga da Rússia) é diferente. 
As paredes externas de até 3 metros de espessura continuam a cercar Naryn-kala ao longo do perímetro.

## História
Derbent está localizada no local mais estrategicamente vulnerável da costa do Mar Cáspio, onde as montanhas do Grande Cáucaso estão mais próximas do mar, deixando apenas uma estreita faixa de 3 km de planície. A Fortaleza Derbent faz parte de um grande sistema defensivo que protegia os povos da Transcaucásia e da Ásia Ocidental das invasões de nômades do norte. O sistema incluía muralhas da cidade, uma cidadela, muralhas do mar e a muralha da montanha de Dag-bar . 
Do oeste, as muralhas de Derbent são adjacentes à cidadela Naryn-Kala, que foi construída após o século 10, porque antes disso, quando o inimigo se aproximava, um sinal de fogo era acionado . 
A fortaleza atual foi construída no século VI, na cordilheira Dzhalgan  por ordem do governante persa Khosrov I Anushirvan da dinastia sassânida . Desde 735, Derbent e Naryn-Kala se tornaram o centro militar e administrativo do califado árabe no Daguestão, bem como o maior porto comercial e o centro da propagação do Islã nesta terra  . 
```
Como resultado da 
campanha
 do 
Cáspio,
 a cidade de Derbent tornou-se parte do 
Império Russo
 . O imperador 
Pedro I
 mudou-se do abrigo, hoje uma atração local, para o palácio do cã, para quem o Bey de Derbent trouxe as chaves da cidade em um prato de prata coberto com 
brocado
 persa (armazenado na 
Kunstkamera de
 
São Petersburgo
 ) com as palavras : 
```

 " Derbent recebeu a fundação de Alexandre, o Grande, e, portanto, não há nada mais decente e mais justo que a cidade fundada pelo grande monarca para ser transferida ao poder para outro monarca, nada menos que o seu grande ". 
 Em algumas fontes, a fortaleza de Derbent foi chamada de “muro de Alexandre, o Grande ”  devido à crença na lenda de que foi construída pelo grande conquistador   . Mas Alexandre da Macedônia nunca esteve no Portão Derbent  . 
Durante a guerra russo-persa de 1796, a fortaleza foi capturada novamente pelas tropas russas, sob a liderança do general-general Valerian Zubov, que criou uma sede geral na cidadela  . 
No território de Naryn-kala, escavações arqueológicas ainda estão em andamento. Hoje Naryn-kala está incluído na Lista do Patrimônio Mundial da UNESCO e é uma das atrações importantes, cuja restauração (1,5 bilhão de rublos) foi destinada para o 2000º aniversário de Derbent. 

## Galeria de Fotos

Цитадель
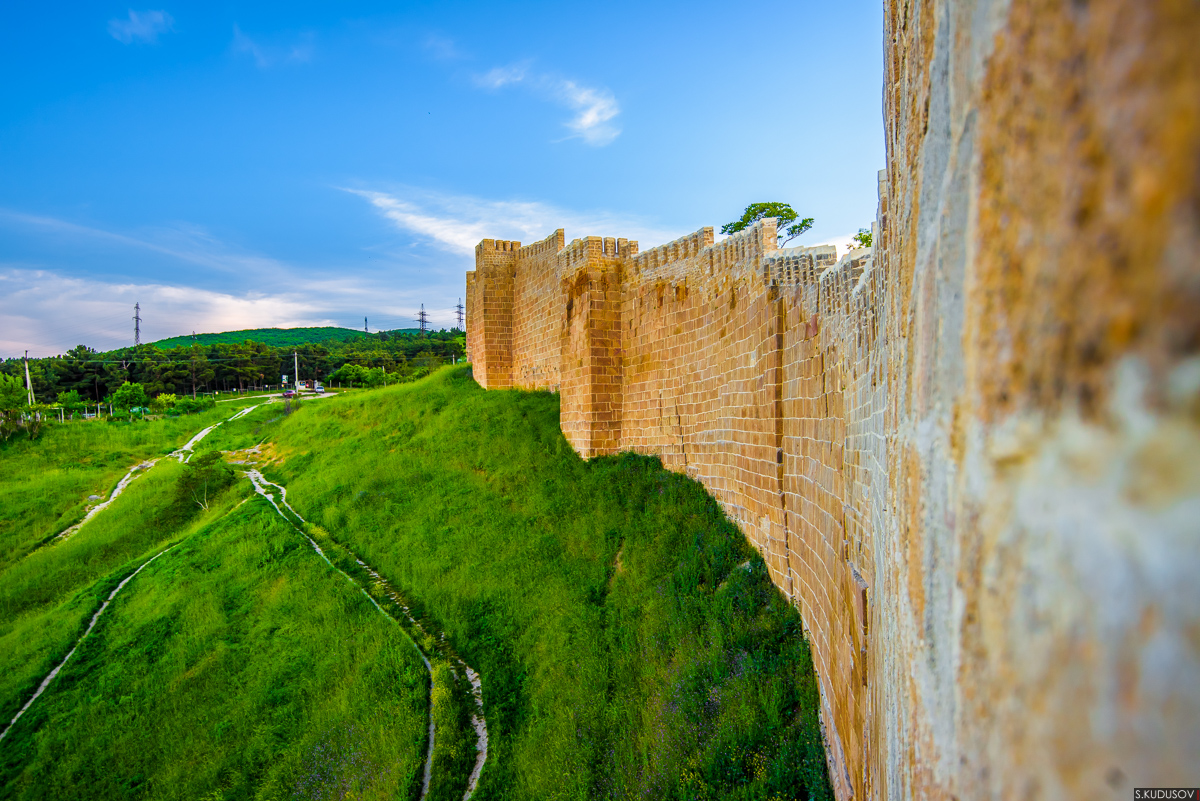
Parede
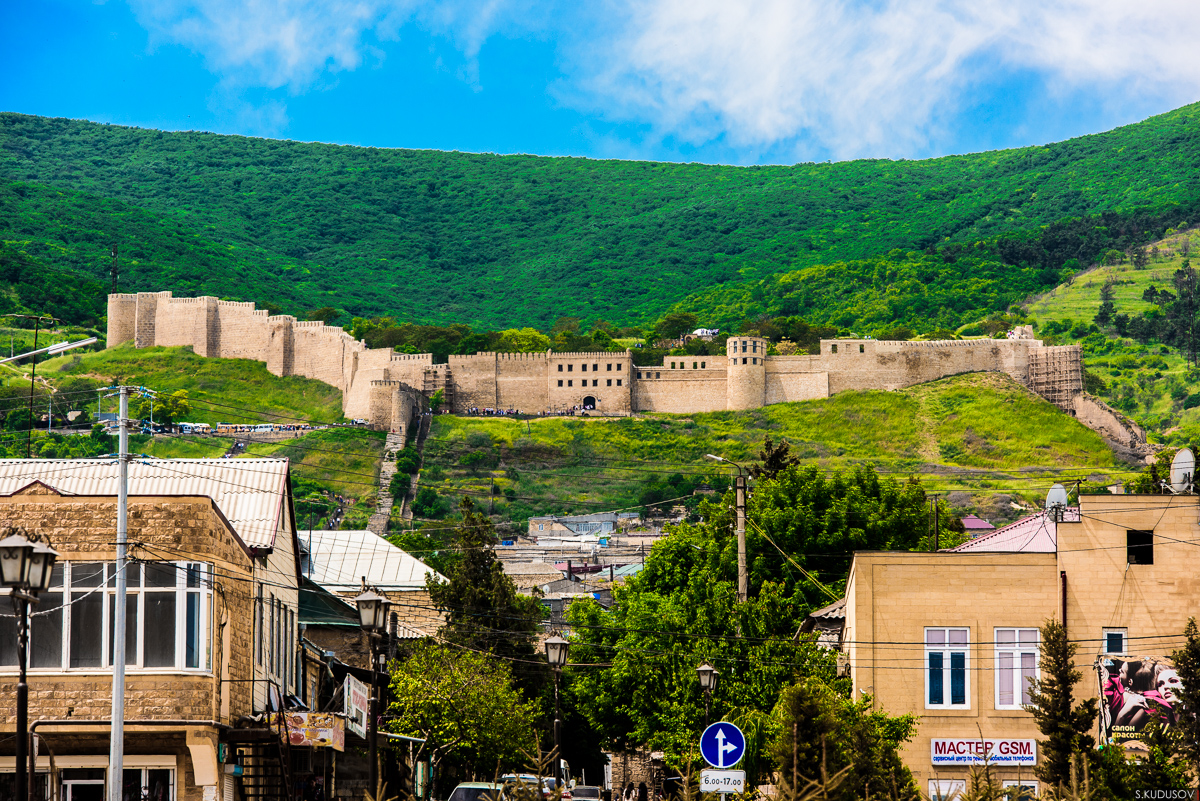
Fortaleza
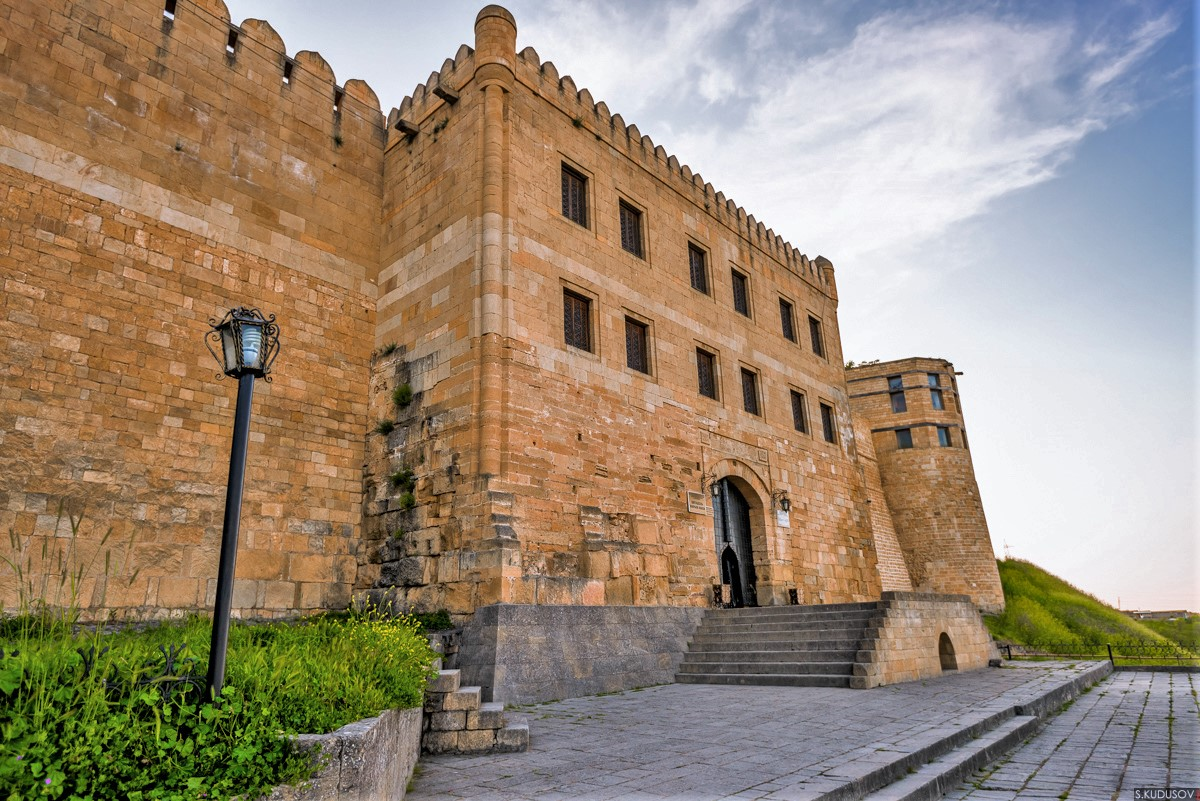
Entrada principal
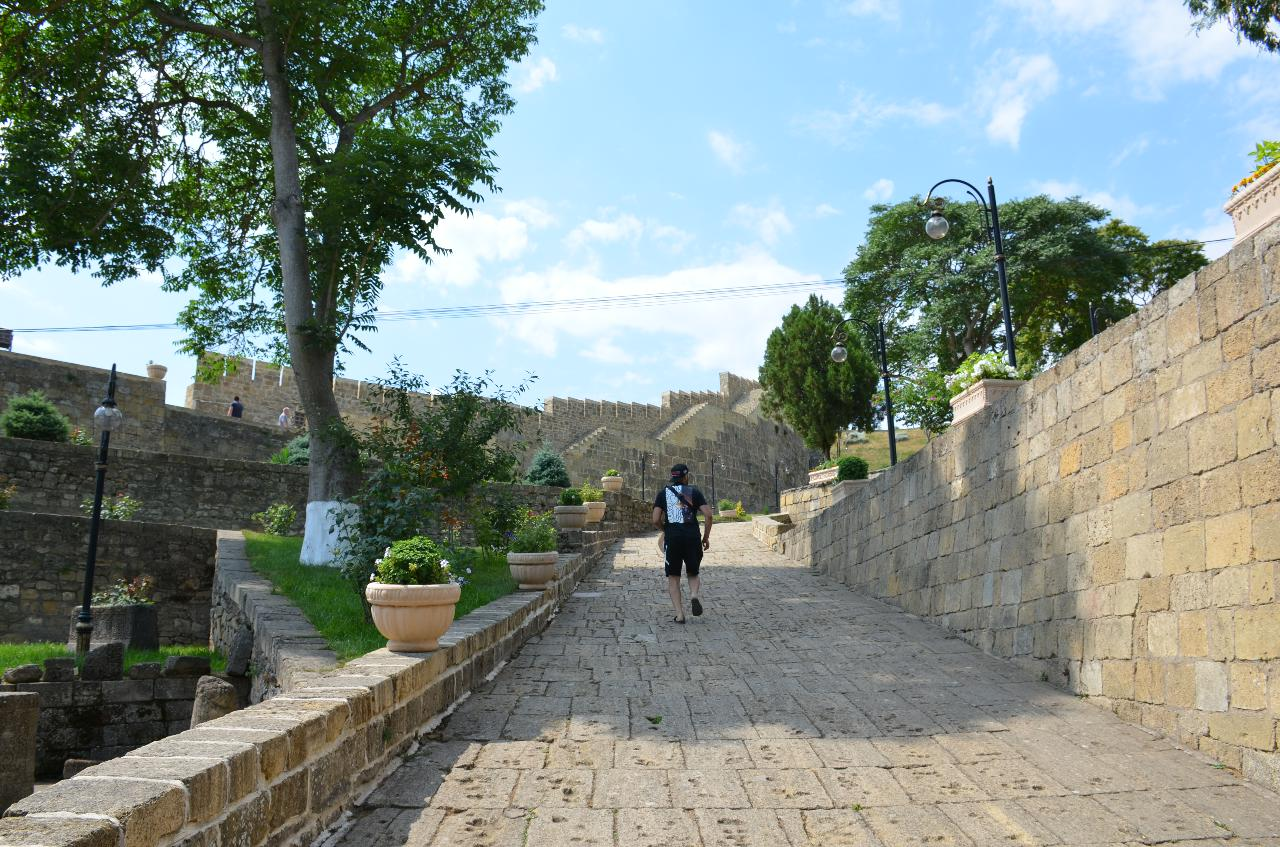
A vista interior da fortaleza